# Sasa ramosa
Sasa ramosa är en gräsart som först beskrevs av Tomitaro Makino, och fick sitt nu gällande namn av Tomitaro Makino och Keita Shibata. Sasa ramosa ingår i släktet sasabambu, och familjen gräs. Inga underarter finns listade i Catalogue of Life.

## Bildgalleri

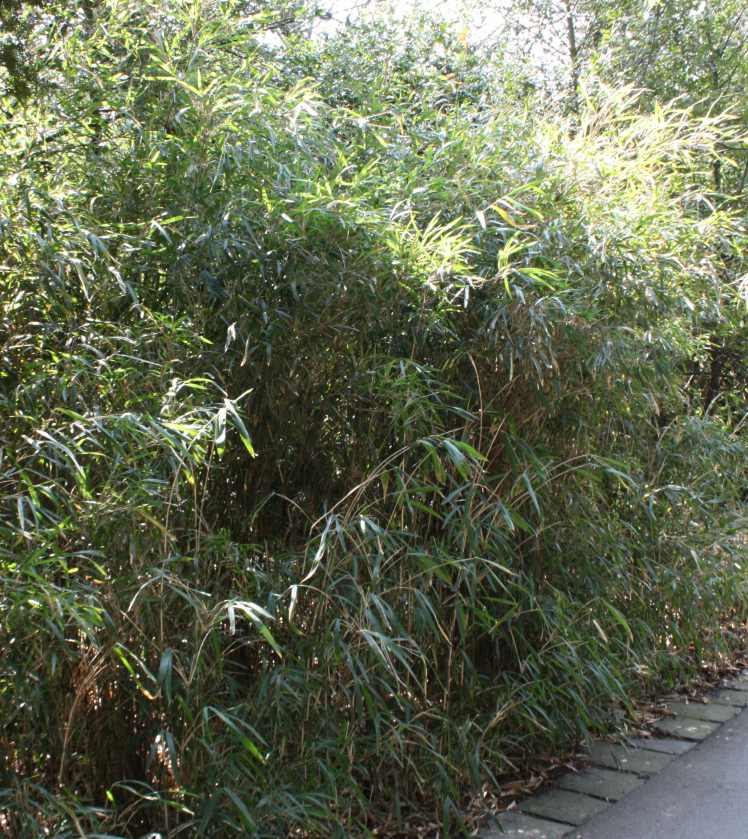
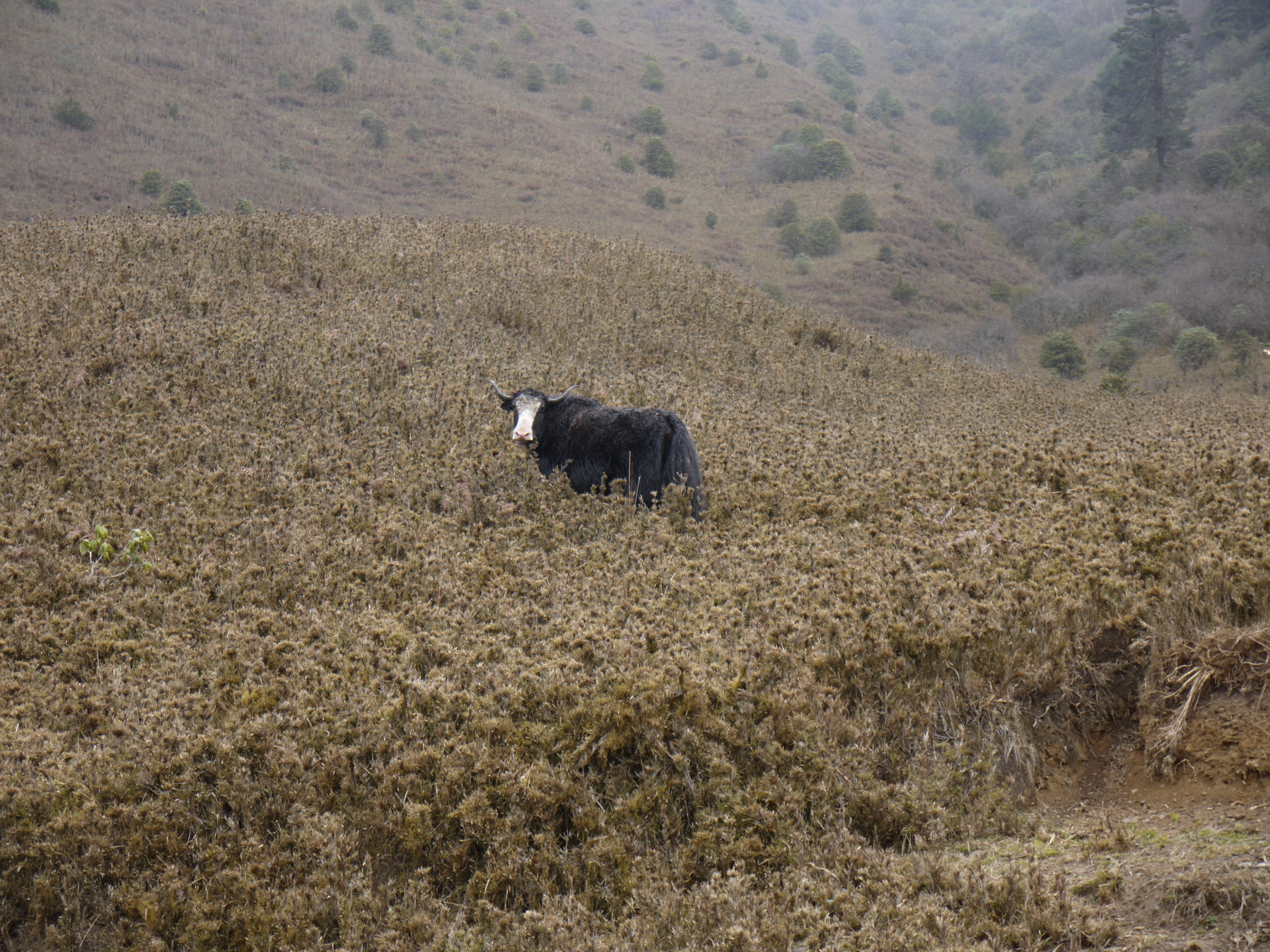
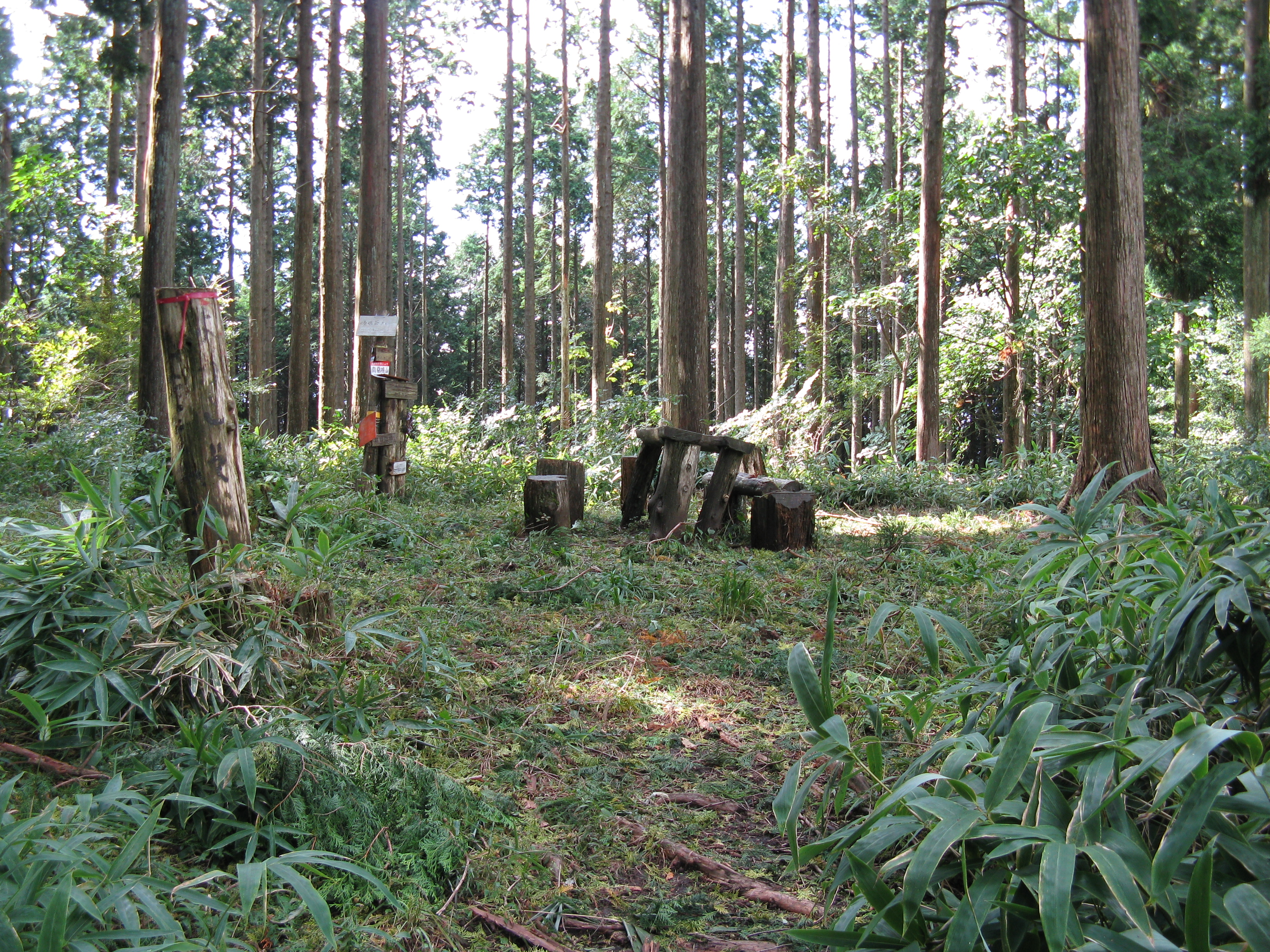
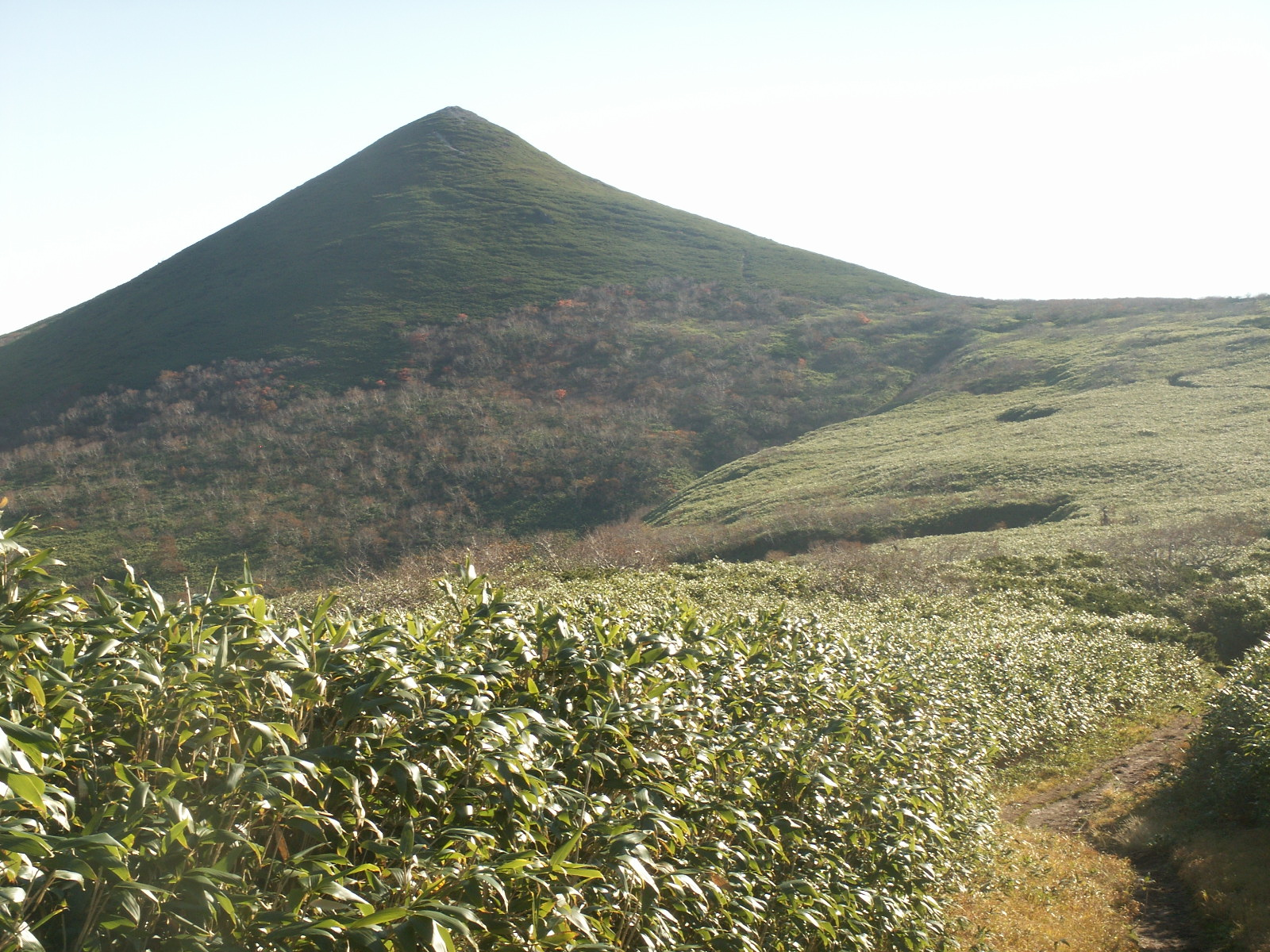